# Lycée franco-éthiopien Guébré-Mariam
Le lycée Guébré-Mariam (LGM) ou lycée franco-éthiopien Guébré-Mariam (en amharique : ገብረ ማርያም ትምህርት ቤት) est un établissement d'enseignement français à l'étranger, créé(e) en 1947, et situé à Addis-Abeba en Éthiopie. Il propose un enseignement plurilingue et interculturel, à quelque 1 800 élèves, de la toute petite section de maternelle à la terminale, dont 70 % d'Éthiopiens (qui y ont accès à des tarifs préférentiels), 10 % de Français et 15 % d'Africains francophones. Homologué par le ministère français chargé de l'Éducation nationale, il fait partie du réseau mlfmonde de la Mission laïque française (Mlf) et est conventionné avec l'Agence pour l'enseignement français à l'étranger (AEFE)
Les programmes sont conformes aux programmes français. Les élèves éthiopiens suivent, en plus du programme français, un cursus éthiopien qui leur permet de réintégrer l'enseignement national à différents niveaux. Étendu sur 9 000 m2, il est situé sur Churchill Avenue, au centre d'Addis-Abeba et porte le nom de Guébré Mariam Gari (1874-1937), héros de la résistance éthiopienne contre l'invasion fasciste en 1935.

## Histoire
C'est sous l'impulsion de l'empereur Haïlé Sélassié Ier et du général Charles de Gaulle que fut créé en 1947 l'établissement,. Il s'agissait de renforcer la relation bilatérale entre les deux pays mais également de faire face à une situation où alors seulement un enfant sur soixante était scolarisé en Éthiopie. Les présidents de la République française Charles de Gaulle, Georges Pompidou et François Hollande visiteront le lycée, respectivement en 1966, 1973 et 2013.

## Anciens élèves et enseignants
- Souad Jamaï, cardiologue, écrivaine franco-marocaine.

- Liya Kebede, mannequin et actrice éthiopienne[16]
- Sahle-Work Zewde, présidente de la République depuis 2018, anciennement secrétaire générale adjointe des Nations unies, ambassadrice d'Éthiopie en France[réf. nécessaire]
- Djénéba Diarra, secrétaire général de la Commission de l’Union africaine[réf. nécessaire]
- Helen Pankhurst, activiste, militante des droits des femmes[réf. nécessaire]
- Ethiopian Records (de son vrai nom Endeguena Mulu), producteur et musicien[17]
- Amde Akalework, entrepreneur[18]
- Betty G, chanteuse.
- Chef Yohanis
- Dr. Amakeletch Teferi, Ingénieur Agronome, femme d'affaires. Présidente de l'Association des Anciens du Lycée Guebre-Mariam (AALGM). Co-Auteure du livre "Le lycée Guebre-Mariam entre histoire et témoignages - mélanges pour le septentenaire".
- Dran One, Aventurier et ancien acteur de films pour adultes (lauréat du Hot d'Or 2014 dans la catégorie Court Métrage)
- Matthias G., gamer reconnu internationalement, détenteur du record de speed run sur Final Fantasy VII.

Le LGM possède un site web dédié aux alumnis. Lien site web alumni.